# イオン所沢店
イオン所沢店（イオンところざわてん）は、埼玉県所沢市東町五丁目に所在していたイオンリテール株式会社が運営する総合スーパー（GMS）。1981年11月に開業してから2016年3月に転換するまではダイエー所沢店であり、ダイエー時代の店番号は0351。ネットスーパー取扱店舗。2019年9月30日に閉店した。
イオン所沢店の跡地は、TOCOTOCO SQUAREとなっている。

## 概要
埼玉県道337号久米所沢線沿線に立地する。1981年（昭和56年）11月に開業した。売場面積では所沢市内の商業施設で2番目に広い売場面積を有する。
1973年に日吉町の商店街が西武流通グループ（のちのセゾングループ）に当地への出店要請を断られ、同年10月にフジタ工業を通じてダイエーに出店を要請した。同年11月にダイエーが出店の意向を示し、翌1974年10月には商店街側に正式に出店の申し入れを行った。
ダイエーの出店決定後、西武グループや土地所有者である東栄を巻き込んだ抗争に発展。西武側はグループ企業社員寮を出店予定地に建てるなど抵抗し、ダイエーは店舗規模の縮小やオープンの遅れを余儀なくされてしまう。
開業に漕ぎ着けてから6年後の1987年、西武セゾングループが所有し続けていた土地を地権者東栄に譲渡。1988年9月から全フロアで増床工事を行い、同年10月にリニューアルオープンした。
2005年（平成17年）2月、経営再建中のダイエーが発表した閉鎖リストに所沢店がリストアップされる。同時期には丸井所沢店も撤退を発表しており、地元の存続運動の末に営業継続が決まった。
2016年（平成28年）にイオンリテールに移管され、店舗ブランドがイオンに移行。2019年（令和元年）9月30日、一部テナントを残し（後述）閉店した。

## 沿革

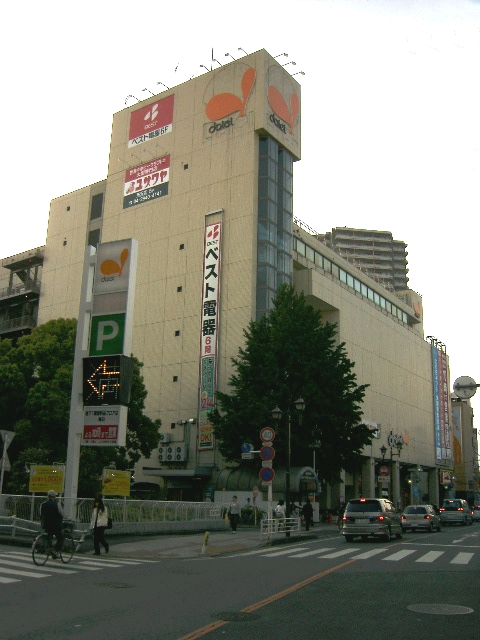
ダイエー所沢店時代の建屋

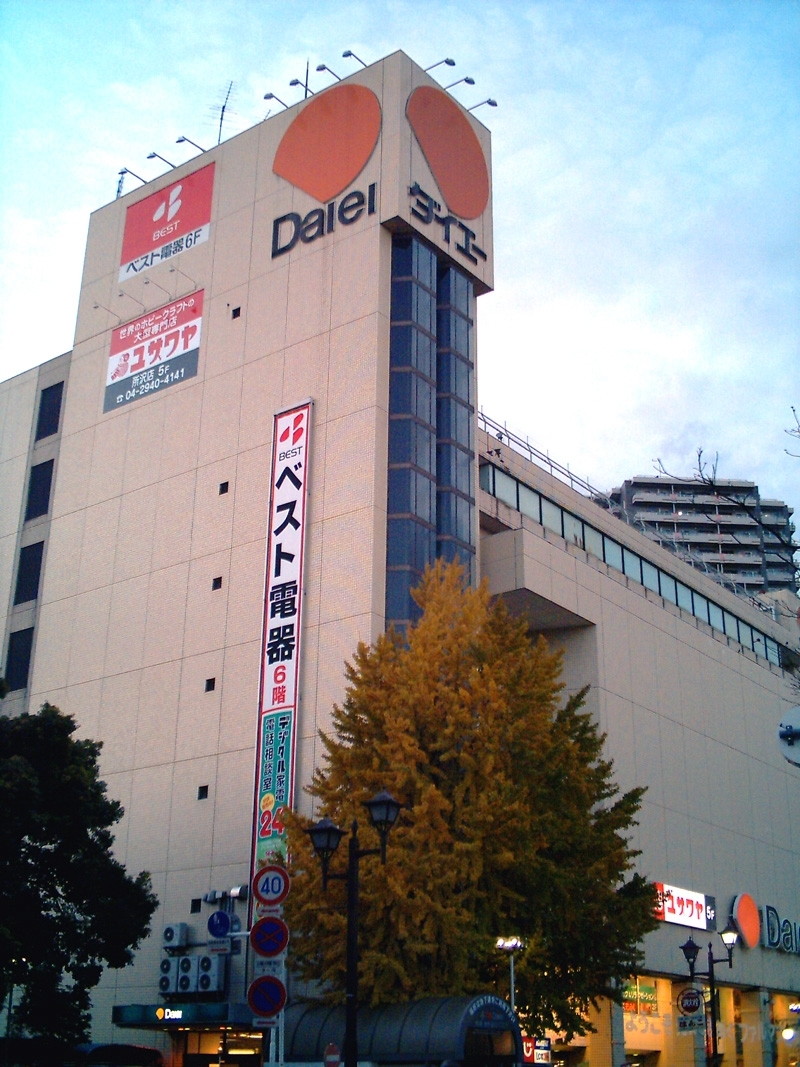
ダイエー旧ロゴ時代の所沢店

- 1978年（昭和53年）8月 - 大店法第3条の届出を完了。
- 1981年（昭和56年）11月25日 - 東栄ビル7階で「東栄ビル竣工・ダイエー所沢店開店記念パーティ」が行われる。
- 1981年（昭和56年）11月26日 - ダイエー所沢店開業。
- 1988年（昭和63年）9月 - セゾングループより西友フーズ社員寮跡地を譲受して増床工事を行いリニューアルオープン。
- 2005年（平成17年）2月 - ダイエー所沢店の閉鎖が発表される。
- 2005年（平成17年）9月 - ダイエーが所沢店の閉鎖を正式撤回する。
- 2005年（平成17年）9月30日 - 改装工事を施しリニューアルオープン。
- 2008年（平成20年）9月13日 - 改装工事を施しリニューアルオープン。
- 2016年（平成28年）3月1日 - イオンリテールに同店の営業権が承継[7]。ダイエー所沢店で継続。
- 2016年（平成28年）3月6日 - ダイエー所沢店での営業を終了。
- 2016年（平成28年）3月9日 - イオン所沢店として開業。
- 2019年（令和元年）
  - 9月30日 - 閉店[2]。ただし、アニメイト[8]、オレンジ歯科[9]、ムサシノクリーニングのみ閉店後も営業している。ヤマダ電機（運営はベスト電器）は11月16日から再開[10]。
  - 11月14日 - オレンジ歯科が西武所沢S.C.へ移転[11]

## 構造と店舗構成
イオン閉店後は、1階のアニメイト（イオン閉店前は3階）、ヤマダ電機（イオン閉店前は6階）、ムサシノクリーニング（イオン閉店前は地下1階）のみが営業していた。その後、2020年9月より、「TOCOTOCO SQUARE」となり、複数の店舗が順次入店し、営業している。
イオン閉店時点では直営売り場の地下1階は食料品およびフードコート、1階は服飾雑貨など、2階は婦人服、3階は子供服と玩具・文具など、4階は紳士服、5階は寝具・インテリアなどを扱っていた。6階と7階は専門店フロア、屋上は駐車場であった。
このほか、クレディセゾンのATMが設置されていた。

### かつて存在していた主なテナント
- ウェンディーズ（ハンバーガー）
- ドムドムハンバーガー（同上）
- ロッテリア（同上）
- モスバーガー（同上）

## 売上（ダイエー時代）
この統計は、日経流通新聞（現：日経MJ）および日本経済新聞が調査して順位付けしたものである。ダイエー所沢店は西武グループの牙城で事実上の下克上を果たす勢いで売上が伸びていった。
| 年度   | スーパー業界 | ダイエー内 | 小売総合 | 売場面積 | 売上          |
| ------ | ------------ | ---------- | -------- | -------- | ------------- |
| 1982年 | 20位         | 9位        | なし     | 21位     | 122億700万円  |
| 1983年 | 23位         | 10位       | なし     | 15位     | 118億600万円  |
| 1984年 | 22位         | 9位        | なし     | 17位     | 120億1900万円 |
| 1985年 | 17位         | 7位        | なし     | 18位     | 127億2400万円 |
| 1986年 | 20位         | 8位        | なし     | 19位     | 126億6500万円 |
| 1987年 | 20位         | 9位        | なし     | 21位     | 132億9500万円 |
| 1988年 | 23位         | 12位       | なし     | 4位      | 141億4100万円 |
| 1989年 | 23位         | 11位       | なし     | 5位      | 144億8000万円 |
| 1990年 | 25位         | 13位       | なし     | 5位      | 150億円       |
| 1991年 | 26位         | 11位       | 208位    | なし     | 152億9600万円 |
| 1992年 | 29位         | 11位       | 不明     | なし     | 不明          |
| 1993年 | 32位         | 10位       | 232位    | なし     | 143億5300万円 |

## エピソード
所沢市はダイエーにとって小売・流通業のライバルであった西武グループの本拠地であり、西武側は所沢以内へのダイエー進出を阻止するべく、関連会社名義で出店予定地の一部を買収し、西友フーズの社員寮を建設しており、これによってダイエー所沢店は開店が当初予定より2年遅れる結果となった。また開店直前にも、西武鉄道や西武バス、タクシーの車内へのダイエー所沢店開店告知広告の掲載を拒否するという形で抵抗を見せたが、ダイエー側もそれに対抗してダイエーのロゴ入りの服を着た若い女性を西武電車に3人1組で乗車させたり、新宿住友ビルからダイエー所沢店前を経由して所沢駅公園までの25 kmにおよぶウォーキングイベントを開催し、その参加者全員にダイエーカラーの帽子を無料で配布したりした。開店記念パーティーには西武グループの総帥である堤義明も出席したが、このパーティでダイエー社長兼CEOの中内㓛は堤の前で西武への皮肉を交えながらスピーチを行い、その最後には「野球は西武、買い物はダイエーです」という言葉で締めくくった。これはプロ野球チームである西武ライオンズ（現：埼玉西武ライオンズ）の本拠地球場である西武ライオンズ球場（現：西武ドーム）が市内にあることを踏まえてのものであり、ダイエー所沢店はライオンズがパシフィック・リーグおよび日本シリーズ優勝を達成すると優勝記念セールを行っていた。また、開店当初は店内にライオンズ・コーナーも設けていた。
その後、1989年（平成元年）にダイエーがライオンズと同じパ・リーグの南海ホークスを買収したことで福岡ダイエーホークス（現：福岡ソフトバンクホークス）が誕生したが、ダイエー所沢店はそれ以降も西武の優勝セールを開催し続けており、客から「なんでダイエーが〔ライバル球団である西武の優勝を〕祝うの？」と疑問の声が上がることもあったが、ダイエー広報部はその理由について、地域住民の密着を最大の使命として考えているためだと説明していた。
しかし、1999年（平成11年）に奇しくもホークスが西武とのパ・リーグ優勝争いを制して優勝を果たした際には、それを祝して樽酒が来客たちに振る舞われた。翌日からホークスの優勝記念セールが行われ、地元商店街も「おめでとうダイエー所沢店さん」という幟を掲げてダイエー所沢店を祝った。

## 交通
- 西武鉄道新宿線・池袋線 所沢駅から徒歩5分。